# Silpha melanura
Silpha melanura es una especie de escarabajo carroñero del género Silpha, categorizada en la tribu Silphini, de la subfamilia Silphinae. Fue descrita por Hope en 1831.

## Distribución
Se distribuye por Asia: Nepal.